# 鶴ヶ峰中継局
鶴ヶ峰中継局（つるがみねちゅうけいきょく）は、かつてNHK横浜放送局とtvkテレビ神奈川が神奈川県横浜市旭区の区役所屋上に共同で設けていたテレビジョン放送の中継局。

## 概要
基本的に横浜市では、在京広域のVHF各局については東京タワーからの電波を受信することになっていたが、地形条件で難視となる場所があったことに加え、FMラジオ放送に隣接するLow帯域を使っていたNHKについては気象条件の影響を特に受け易かった。このため、県域UHF局のtvkがアナログ放送で中継局を設けた際、NHK横浜もこれに相乗りして設置したものである。NHKは東京タワー局に属する中継局であったが、管理は地元横浜局の管轄であった。
デジタル波については東京からの電波でカバーできるとして設置「非該当」となっていたため中継局は設けられず、2011年7月24日のアナログ停波により廃止された。ところが、横浜市の一部で新たなデジタル難視地帯が発生したことから、ランドマークタワーの中継局が急遽復活することとなり、この中継局の旧エリアもそのカバー範囲に含められた。

## 中継局諸元
中継所名
鶴ヶ峰テレビ中継放送所
所在地
横浜市旭区鶴ヶ峰1丁目4番12号（横浜市旭区役所屋上）
| チャンネル 番号 | 放送局名         | 空中線電力           | ERP                 | 偏波面   | 放送対象地域 | 放送区域 内世帯数 | 運用開始日     |
| --------------- | ---------------- | -------------------- | ------------------- | -------- | ------------ | ----------------- | -------------- |
| 52→34           | tvk テレビ神奈川 | 映像500mW/ 音声125mW | 映像1.1W/ 音声280mW | 水平偏波 | 神奈川県     | -                 | 1977年 3月29日 |
| 40              | NHK 東京教育     | 映像500mW/ 音声125mW | 映像1.1W/ 音声280mW | 水平偏波 | 全国         | -                 | 1977年 3月29日 |
| 44              | NHK 東京総合     | 映像500mW/ 音声125mW | 映像1.1W/ 音声280mW | 水平偏波 | 関東広域圏   | -                 | 1977年 3月29日 |

- すべて2011年7月24日をもって廃止された。